# 하비 풀리엄
하비 풀리엄(Harvey Jerome Pulliam, 1967년 10월 20일 ~ )는 미국 출신의 프로 야구 선수이며, 전 KBO 리그 SK 와이번스의 외야수로 활약했다.

## 출신 학교
- 미국 매커티어고